# Гродзец (гмина)
Гродзец (пол. Grodziec) — сельская гмина (волость) в Польше, входит как административная единица в Конинский повет, Великопольское воеводство. Население — 5251 человек (на 2004 год).

## Сельские округа
1. Бяла
2. Бяла-Колёня
3. Бискупице
4. Быстшица
5. Чарныбруд
6. Гродзец
7. Янув
8. Юнно
9. Круликув
10. Круликув-Чварты
11. Лёндек
12. Лагевники
13. Нове-Гронды
14. Стары-Боровец
15. Стара-Цисвица
16. Старе-Гронды
17. Велёленка
18. Загузница

## Прочие поселения
1. Александрувек
2. Бискупице-Колёня
3. Конары
4. Липице
5. Мокре
6. Нова-Цисвица
7. Нова-Хута
8. Новы-Боровец
9. Стара-Хута
10. Стары-Тартак
11. Тартак
12. Выцинки

## Соседние гмины
1. Гмина Близанув
2. Гмина Хоч
3. Гмина Гизалки
4. Гмина Рыхвал
5. Гмина Жгув
6. Гмина Ставишин
7. Гмина Загурув